# مايك دوولي
مايك دوولي (بالإنجليزية: Mike Dooley)‏ هو كاتب أمريكي، ولد في 7 فبراير 1961 في أورانج في الولايات المتحدة.

## وصلات خارجية
- مايك دوولي على موقع IMDb (الإنجليزية)